# 浜田町 (海老名市)
浜田町（はまだちょう）は、神奈川県海老名市の町名。丁番を持たない単独町名である。面積は0.14km2。郵便番号は243-0412。

## 地理
市内中央東部に位置する。座間丘陵南部にあたり、南東方向に傾斜した土地である。
東で国分寺台、南・西で大谷北、北で勝瀬および国分南と接する（いずれも海老名市）。

### 地価
住宅地の地価は、2023年（令和5年）1月1日の公示地価によれば、浜田町13-17の地点で17万7000円/m2となっている。

## 歴史
元は大字大谷の一部で、1980年（昭和55年）に住居表示が実施されて単独の町として成立した。

### 地名の由来
町名の由来は、現地の小字名であった「上浜田」という説と、当地に存在したとされる古代東海道の駅家である「浜田駅」という説がある。

### 沿革
- 1980年（昭和55年）6月1日 - 海老名市大字大谷から分離、浜田町が成立。当時の世帯数17世帯、人口66人。
- 1982年（昭和57年） - 北部の三塚遺跡が浜田三塚公園、中央部の上浜田中世建築遺構群が浜田歴史公園としてそれぞれ整備される。

## 世帯数と人口
2023年（令和5年）8月1日現在の世帯数と人口は以下の通りである。
| 町丁   | 世帯数  | 人口    |
| ------ | ------- | ------- |
| 浜田町 | 526世帯 | 1,265人 |

### 人口の変遷
国勢調査による人口の推移。
| 年                 | 人口  |
| ------------------ | ----- |
| 1995年（平成7年）  | 1,517 |
| 2000年（平成12年） | 1,418 |
| 2005年（平成17年） | 1,324 |
| 2010年（平成22年） | 1,256 |
| 2015年（平成27年） | 1,222 |
| 2020年（令和2年）  | 1,197 |

### 世帯数の変遷
国勢調査による世帯数の推移。
| 年                 | 世帯数 |
| ------------------ | ------ |
| 1995年（平成7年）  | 443    |
| 2000年（平成12年） | 467    |
| 2005年（平成17年） | 461    |
| 2010年（平成22年） | 467    |
| 2015年（平成27年） | 480    |
| 2020年（令和2年）  | 484    |

## 学区
市立小・中学校に通う場合、学区は以下の通りとなる。
| 番地 | 小学校               | 中学校               |
| ---- | -------------------- | -------------------- |
| 全域 | 海老名市立大谷小学校 | 海老名市立大谷中学校 |

## 事業所
2021年（令和3年）現在の経済センサス調査による事業所数と従業員数は以下の通りである。
| 町丁   | 事業所数 | 従業員数 |
| ------ | -------- | -------- |
| 浜田町 | 21事業所 | 143人    |

### 事業者数の変遷
経済センサスによる事業所数の推移。
| 年                 | 事業者数 |
| ------------------ | -------- |
| 2016年（平成28年） | 20       |
| 2021年（令和3年）  | 21       |

### 従業員数の変遷
経済センサスによる従業員数の推移。
| 年                 | 従業員数 |
| ------------------ | -------- |
| 2016年（平成28年） | 170      |
| 2021年（令和3年）  | 143      |

## 交通
地内を通る鉄道路線、および高速道路・県道はない。

### バス
中央部を相鉄バスの路線が南北に走り、海老名駅と綾瀬市方面を結んでいる。
- 綾22 海老名駅・ハマキョウレックス行き
- 綾23 海老名駅・農大前行き

この他、西端を海老名市コミュニティバス大谷・杉久保ルートが通過しているが、地内にバス停は置かれていない。

## 施設
- 浜田三塚公園
- 浜田歴史公園
- 妙常寺 - 義民鈴木三太夫の墓所がある
- たちばな保育園
- 旭たちばな幼稚園

## その他

### 日本郵便
- 郵便番号 : 243-0412[2]（集配局 : 綾瀬郵便局[16]）。